# Alaena aurantiaca
Alaena aurantiaca är en fjärilsart som beskrevs av Butler 1895. Alaena aurantiaca ingår i släktet Alaena och familjen juvelvingar. Inga underarter finns listade i Catalogue of Life.